# Hylaeus nivaliformis
Hylaeus nivaliformis là một loài Hymenoptera trong họ Colletidae. Loài này được Dathe mô tả khoa học năm 1977.